# Unione Sportiva Salernitana 1966-1967
Questa pagina raccoglie i dati riguardanti l'Unione Sportiva Salernitana nelle competizioni ufficiali della stagione 1966-1967.

## Stagione
Nella stagione 1966-1967 la Salernitana disputa il campionato di Serie B, con 25 punti si piazza in ultima posizione e retrocede in Serie C con Alessandria. Arezzo e Savona. Salgono in Serie A la Samdoria che vince il torneo cadetto con 54 punti, insieme al Varese secondo con 51 punti.
La Salernitana torna in Serie B dopo 10 anni di assenza. In Serie B le norme prevedevano il campo in erba e le porte ovali per il campo da gioco, ma il Vestuti era sprovvisto di entrambe le cose, allora 4 giorni prima dell'esordio, i giardinieri del comune lavorarono per portare l'erba delle aiuole del lungomare al Vestuti, e in una falegnameria vennero modificate le porte. Il campionato inizia male per i granata: 3 sconfitte le prime 3 giornate, poi la squadra si riprese fino a raggiungere le zone alte della classifica. Il girone di ritorno fu disastroso, i granata persero quasi tutte le partite, e nelle ultime 10 giornate di campionato non collezionarono neanche un punto, la stagione si concluse all'ultimo posto con 25 punti e la retrocessione in serie C.

## Divise
La maglia della Salernitana 1966-1967.
| Casa | Trasferta |

## Organigramma societario
Fonte
Area direttiva
- Commissario straordinario: Michele Gagliardi
- Segretario: Bruno Somma

Area tecnica
- Allenatore: Domenico Rosati, dal 9/05/1967 Oscar Montez
- Allenatore in seconda: Mario Saracino
- Magazziniere: Pasquale Sammarco

Area sanitaria
- Medico Sociale: William Rossi
- Massaggiatore: Bruno Carmando

## Rosa
Fonte
| N. |                   | Ruolo | Calciatore                   |
| -- | ----------------- | ----- | ---------------------------- |
|    | Italia (bandiera) | P     | Corrado Leardi               |
|    | Italia (bandiera) | P     | Lorenzo Piccoli              |
|    | Italia (bandiera) | D     | Enrico Alberti               |
|    | Italia (bandiera) | D     | Sergio Codognato             |
|    | Italia (bandiera) | D     | Mauro Matteucci              |
|    | Italia (bandiera) | D     | Giuseppe Morosi              |
|    | Italia (bandiera) | D     | Franco Pavoni                |
|    | Italia (bandiera) | D     | Franco Rosati                |
|    | Italia (bandiera) | D     | Silvano Scarnicci (Capitano) |
|    | Italia (bandiera) | C     | Giampaolo Cominato           |
|    | Italia (bandiera) | C     | Pasquale Corvino             |

| N. |                   | Ruolo | Calciatore          |
| -- | ----------------- | ----- | ------------------- |
|    | Italia (bandiera) | C     | Franco Dianti       |
|    | Italia (bandiera) | C     | Sandro Minto        |
|    | Italia (bandiera) | C     | Luciano Pacco       |
|    | Italia (bandiera) | C     | Armando Picciafuoco |
|    | Italia (bandiera) | C     | Antonio Soncini     |
|    | Italia (bandiera) | A     | Giovanni Bolzoni    |
|    | Italia (bandiera) | A     | Pasquale Cavicchia  |
|    | Italia (bandiera) | A     | Salvatore Gualtieri |
|    | Italia (bandiera) | A     | Franco Panza        |
|    | Italia (bandiera) | A     | Mario Sestili       |

## Risultati

### Serie B

#### Girone di andata
| Arbitro: | R. Lattanzi (Roma) |

|  |           |                           |
|  | Marcatori | 13’ Stucchi 80’ Trevisani |

| Arbitro: | Valagussa (Lecco) |

|             |           |  |
| Merighi 71’ | Marcatori |  |

| Arbitro: | Orlando (Bergamo) |

|                               |           |  |
| Rosati 25’ (aut.) Taccola 51’ | Marcatori |  |

| Arbitro: | Carminati (Milano) |

|                              |           |  |
| Sestili 8’, 15’ Cominato 83’ | Marcatori |  |

| Pisa 9 ottobre 1966 5ª giornata | Pisa               | 0 – 0 referto | Salernitana | Stadio Arena Garibaldi\| Arbitro: \| Fiduccia (Marsala) \| |
| Arbitro:                        | Fiduccia (Marsala) |               |             |                                                            |

| Arbitro: | Torelli (Milano) |

|              |           |  |
| Cominato 89’ | Marcatori |  |

| Arbitro: | Marchiori (Padova) |

|                       |           |                     |
| Minto 80’ Sestili 83’ | Marcatori | 16’ Salvi 82’ Vieri |

| Arbitro: | Nencioni (Roma) |

|                                 |           |  |
| Bramati 61’ (rig.) Pogliana 76’ | Marcatori |  |

| Reggio Calabria 6 novembre 1966 9ª giornata | Reggina         | 0 – 0 referto | Salernitana | Stadio Comunale\| Arbitro: \| Acernese (Roma) \| |
| Arbitro:                                    | Acernese (Roma) |               |             |                                                  |

| Arbitro: | Camozzi (Ascoli Piceno) |

|                                 |           |                      |
| Cominato 28’ Cavicchia 66’, 69’ | Marcatori | 75’ Spanio 80’ Prati |

| Verona 20 novembre 1966 11ª giornata | Verona                  | 0 – 0 referto | Salernitana | Stadio Marcantonio Bentegodi\| Arbitro: \| Caligaris (Alessandria) \| |
| Arbitro:                             | Caligaris (Alessandria) |               |             |                                                                       |

| Arbitro: | Fiduccia (Marsala) |

|              |           |  |
| Cominato 50’ | Marcatori |  |

| Arbitro: | Vacchini (Milano) |

|                        |           |  |
| Rosati 35’ Sestili 88’ | Marcatori |  |

| Arbitro: | Giola (Pisa) |

|                             |           |             |
| Mazzanti 24’ Fogar 32’, 88’ | Marcatori | 18’ Bolzoni |

| Arbitro: | Ghirardello (Merano) |

|                               |           |  |
| Gioia 19’ Anastasi 34’ (rig.) | Marcatori |  |

| Arbitro: | Fiduccia (Marsala) |

|  |           |             |
|  | Marcatori | 52’ Carrera |

| Arbitro: | Picasso (Chiavari) |

|                              |           |            |
| Gorrino 1’, 29’ Pasquina 19’ | Marcatori | 27’ Rosati |

| Salerno 15 gennaio 1967 18ª giornata | Salernitana      | 0 – 0 referto | Livorno | Stadio Donato Vestuti\| Arbitro: \| Torelli (Milano) \| |
| Arbitro:                             | Torelli (Milano) |               |         |                                                         |

| Arbitro: | Valagussa (Lecco) |

|               |           |            |
| Carminati 10’ | Marcatori | 59’ Dianti |

#### Girone di ritorno
| Arbitro: | Marchiori (Padova) |

|                      |           |  |
| Gonella 6’ Villa 65’ | Marcatori |  |

| Arbitro: | Monti (Ancona) |

|                               |           |                      |
| Sestili 54’, 66’ Cominato 78’ | Marcatori | 10’ Toro 90’ Damiano |

| Arbitro: | Genel (Trieste) |

|               |           |  |
| Cavicchia 73’ | Marcatori |  |

| Arbitro: | Di Tonno (Lecce) |

|           |           |  |
| Baisi 76’ | Marcatori |  |

| Arbitro: | Vacchini (Milano) |

|               |           |  |
| Cavicchia 77’ | Marcatori |  |

| Arbitro: | Michelotti (Parma) |

|                                     |           |  |
| Crippa 42’, 46’ Bercellino 59’, 62’ | Marcatori |  |

| Arbitro: | Piantoni (Terni) |

|           |           |  |
| Salvi 17’ | Marcatori |  |

| Salerno 27 marzo 1967 27ª giornata | Salernitana         | 0 – 0 referto | Novara | Stadio Donato Vestuti\| Arbitro: \| Schinetti (Brescia) \| |
| Arbitro:                           | Schinetti (Brescia) |               |        |                                                            |

| Arbitro: | Canova (Bologna) |

|              |           |  |
| Cavicchia 9’ | Marcatori |  |

| Arbitro: | Bernardis (Trieste) |

|             |           |  |
| Prati 90+1’ | Marcatori |  |

| Arbitro: | D'Agostini (Roma) |

|  |           |              |
|  | Marcatori | 38’ Scaratti |

| Arbitro: | Vacchini (Milano) |

|                                 |           |  |
| Flaborea 48’ Ferrari 82’ (rig.) | Marcatori |  |

| Arbitro: | Camozzi (Ascoli Piceno) |

|                                     |           |  |
| Bertoletti 33’ Bui 41’ Tribuzio 60’ | Marcatori |  |

| Arbitro: | Torelli (Milano) |

|              |           |                       |
| Cominato 46’ | Marcatori | 23’ Corradi 76’ Corni |

| Arbitro: | Vitullo (Roma) |

|  |           |                           |
|  | Marcatori | 33’ Leonardi 47’ Anastasi |

| Arbitro: | Motta (Monza) |

|                                       |           |  |
| Carrera 36’ (rig.), 63’ Veneranda 62’ | Marcatori |  |

| Arbitro: | Bigi (Padova) |

|             |           |                              |
| Soncini 24’ | Marcatori | 37’ Magistrelli 80’ Ragonesi |

| Arbitro: | Genel (Trieste) |

|             |           |  |
| Caleffi 30’ | Marcatori |  |

| Arbitro: | Panzino (Catanzaro) |

|  |           |             |
|  | Marcatori | 50’ Bergamo |

### Coppa Italia
| Arbitro: | Vitullo (Roma) |

|                |           |  |
| Cavicchia 114’ | Marcatori |  |

| Arbitro: | Gussoni (Tradate) |

|            |           |  |
| Rigato 16’ | Marcatori |  |

## Statistiche

### Statistiche di squadra
| Competizione | Punti | In casa | In casa | In casa | In casa | In casa | In casa | In trasferta | In trasferta | In trasferta | In trasferta | In trasferta | In trasferta | Totale | Totale | Totale | Totale | Totale | Totale | DR  |
| Competizione | Punti | G       | V       | N       | P       | Gf      | Gs      | G            | V            | N            | P            | Gf           | Gs           | G      | V      | N      | P      | Gf     | Gs     | DR  |
| ------------ | ----- | ------- | ------- | ------- | ------- | ------- | ------- | ------------ | ------------ | ------------ | ------------ | ------------ | ------------ | ------ | ------ | ------ | ------ | ------ | ------ | --- |
| Serie B      | 25    | 19      | 9       | 3       | 7       | 20      | 17      | 19           | 0            | 4            | 15           | 3            | 32           | 38     | 9      | 7      | 22     | 23     | 49     | -26 |
| Coppa Italia | -     | 1       | 1       | 0       | 0       | 1       | 0       | 1            | 0            | 0            | 1            | 0            | 1            | 2      | 1      | 0      | 1      | 1      | 1      | 0   |
| Totale       | -     | 20      | 10      | 3       | 7       | 21      | 17      | 20           | 0            | 4            | 16           | 3            | 33           | 40     | 10     | 7      | 23     | 24     | 50     | -26 |

### Andamento in campionato
| Giornata  | 1  | 2  | 3  | 4  | 5  | 6  | 7  | 8  | 9  | 10 | 11 | 12 | 13 | 14 | 15 | 16 | 17 | 18 | 19 | 20 | 21 | 22 | 23 | 24 | 25 | 26 | 27 | 28 | 29 | 30 | 31 | 32 | 33 | 34 | 35 | 36 | 37 | 38 |
| --------- | -- | -- | -- | -- | -- | -- | -- | -- | -- | -- | -- | -- | -- | -- | -- | -- | -- | -- | -- | -- | -- | -- | -- | -- | -- | -- | -- | -- | -- | -- | -- | -- | -- | -- | -- | -- | -- | -- |
| Luogo     | C  | T  | T  | C  | T  | C  | C  | T  | T  | C  | T  | C  | C  | T  | T  | C  | T  | C  | T  | T  | C  | C  | T  | C  | T  | T  | C  | C  | T  | C  | T  | T  | C  | C  | T  | C  | T  | C  |
| Risultato | P  | P  | P  | V  | N  | V  | N  | P  | N  | V  | N  | V  | V  | P  | P  | P  | P  | N  | N  | P  | V  | V  | P  | V  | P  | P  | N  | V  | P  | P  | P  | P  | P  | P  | P  | P  | P  | P  |
| Posizione | 17 | 20 | 20 | 17 | 16 | 13 | 14 | 15 | 15 | 14 | 13 | 9  | 7  | 9  | 12 | 13 | 16 | 16 | 16 | 17 | 13 | 13 | 14 | 13 | 14 | 16 | 16 | 16 | 16 | 18 | 18 | 19 | 20 | 20 | 20 | 20 | 20 | 20 |

Fonte:  Serie B - Classifiche, su calciometro.it. URL consultato il 12 maggio 2019 (archiviato dall'url originale il 1º ottobre 2015).
Legenda:

Luogo: C = Casa; T = Trasferta. Risultato: V = Vittoria; N = Pareggio; P = Sconfitta.

### Statistiche dei giocatori
Fonte
| Giocatore      | Serie B  | Serie B | Serie B     | Serie B    | Coppa Italia | Coppa Italia | Coppa Italia | Coppa Italia | Totale   | Totale | Totale      | Totale     |
| Giocatore      | Presenze | Reti    | Ammonizioni | Espulsioni | Presenze     | Reti         | Ammonizioni  | Espulsioni   | Presenze | Reti   | Ammonizioni | Espulsioni |
| -------------- | -------- | ------- | ----------- | ---------- | ------------ | ------------ | ------------ | ------------ | -------- | ------ | ----------- | ---------- |
| E. Alberti     | 34       | 0       | ?           | ?          | ?            | 0            | ?            | ?            | 34+      | 0      | ?           | ?          |
| G. Bolzoni     | 14       | 1       | ?           | ?          | ?            | 0            | ?            | ?            | 14+      | 1      | ?           | ?          |
| P. Cavicchia   | 30       | 5       | ?           | ?          | ?            | 1            | ?            | ?            | 30+      | 6      | ?           | ?          |
| S. Codognato   | 14       | 0       | ?           | ?          | ?            | 0            | ?            | ?            | 14+      | 0      | ?           | ?          |
| G. Cominato    | 37       | 6       | ?           | ?          | ?            | 0            | ?            | ?            | 37+      | 6      | ?           | ?          |
| P. Corvino     | 3        | 0       | ?           | ?          | ?            | 0            | ?            | ?            | 3+       | 0      | ?           | ?          |
| F. Dianti      | 9        | 1       | ?           | ?          | ?            | 0            | ?            | ?            | 9+       | 1      | ?           | ?          |
| S. Gualtieri   | 4        | 0       | ?           | ?          | ?            | 0            | ?            | ?            | 4+       | 0      | ?           | ?          |
| C. Leardi      | 3        | -5      | ?           | ?          | ?            | -?           | ?            | ?            | 3+       | -5+    | ?           | ?          |
| M. Matteucci   | 14       | 0       | ?           | ?          | ?            | 0            | ?            | ?            | 14+      | 0      | ?           | ?          |
| S. Minto       | 22       | 1       | ?           | ?          | ?            | 0            | ?            | ?            | 22+      | 1      | ?           | ?          |
| G. Morosi      | 6        | 0       | ?           | ?          | ?            | 0            | ?            | ?            | 6+       | 0      | ?           | ?          |
| L. Pacco       | 29       | 0       | ?           | ?          | ?            | 0            | ?            | ?            | 29+      | 0      | ?           | ?          |
| F. Panza       | 12       | 0       | ?           | ?          | ?            | 0            | ?            | ?            | 12+      | 0      | ?           | ?          |
| F. Pavoni      | 25       | 0       | ?           | ?          | ?            | 0            | ?            | ?            | 25+      | 0      | ?           | ?          |
| A. Picciafuoco | 33       | 0       | ?           | ?          | ?            | 0            | ?            | ?            | 33+      | 0      | ?           | ?          |
| L. Piccoli     | 36       | -44     | ?           | ?          | ?            | -?           | ?            | ?            | 36+      | -44+   | ?           | ?          |
| F. Rosati      | 31       | 2       | ?           | ?          | ?            | 0            | ?            | ?            | 31+      | 2      | ?           | ?          |
| S. Scarnicci   | 24       | 0       | ?           | ?          | ?            | 0            | ?            | ?            | 24+      | 0      | ?           | ?          |
| A. Soncini     | 10       | 1       | ?           | ?          | ?            | 0            | ?            | ?            | 10+      | 1      | ?           | ?          |
| M. Sestili     | 29       | 6       | ?           | ?          | ?            | 0            | ?            | ?            | 29+      | 6      | ?           | ?          |